# Pryzmat Wollastona

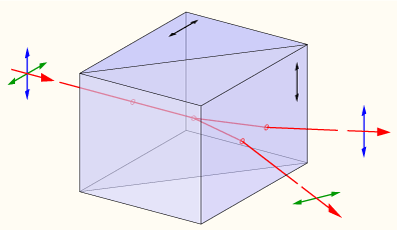
Pryzmat Wollastona

Pryzmat Wollastona, dwójłomny pryzmat polaryzujący – kostka złożona z 2 prostokątnych pryzmatów z kryształu dwójłomnego, stosowana do rozdzielania wiązki światła na 2 promienie spolaryzowane liniowo w płaszczyznach wzajemnie prostopadłych i rozchodzące się względem siebie pod pewnym kątem; zbudowany przez Williama Wollastona. 

## Budowa i zasada działania
Pryzmat Wollastona sklejony jest z dwóch połówek wyciętych z kryształu kalcytu i dopasowanych tak, aby ich osie optyczne  były prostopadłe. Fale świetlne, związane ze składowymi pola elektrycznego prostopadłymi i równoległymi do osi optycznych, załamują się na granicy między połówkami. Dzięki szczególnej relacji między ich prędkościami kąty załamania są różne. Następuje więc rozdzielenie promieni, które są spolaryzowane prostopadle względem siebie.

## Twórca pryzmatu
William Hyde Wollaston był chemikiem brytyjskim, studiował w Oxfordzie. W 1802 r. skonstruował refraktometr, a w 1809 r. goniometr. W 1813 lub 1815 roku stworzył własne ogniwo galwaniczne zbudowane z płyty ołowianej, zwiniętej w kształt litery U z umieszczoną wewnątrz płytką cynkową. W 1803 r. odkrył pallad, a w 1804 – rod.